# Biemna megalosigma
Biemna megalosigma är en svampdjursart som beskrevs av Jörn Hentschel 1912. Biemna megalosigma ingår i släktet Biemna och familjen Desmacellidae.
Artens utbredningsområde är havet kring Indonesien.

## Underarter
Arten delas in i följande underarter:
- B. m. sigmodragma
- B. m. liposphaera